# Илиеши (Бакау)
Илиеши (рум. Ilieși) насеље је у Румунији у округу Бакау у општини Ракова. Oпштина се налази на надморској висини од 315 m.

## Становништво
Према подацима из 2002. године у насељу је живело 182 становника, од којих су сви румунске националности.